# جوزيف غوميز
جوزيف غوميز (بالإنجليزية: Joseph Gómez)‏ (25 ديسمبر 1987 بغامبيا - ) هو لاعب كرة قدم غامبي في مركز حراسة المرمى. شارك مع منتخب غامبيا تحت 20 سنة لكرة القدم ومنتخب غامبيا لكرة القدم. أما مع النوادي، فقد لعب مع نادي واليدان.

## وصلات خارجية
- جوزيف غوميز على موقع الاتحاد الدولي (مؤرشف)  (الإنجليزية)
- جوزيف غوميز على موقع قاعدة بيانات كرة القدم.إي يو (الإنجليزية)